# Michael Layton, 2. Baron Layton
Michael John Layton, 2. Baron Layton (* 28. September 1912; † 23. Januar 1989) war Gründungsmitglied und von 1983 bis 1989 Präsident der European-Atlantic Group und ein aktiver Internationalist.

## Biografie
Layton wurde am 28. September 1912 als Sohn von Walter Layton, 1. Baron Layton, geboren. Er besuchte die St Paul’s School und das Gonville and Caius College der University of Cambridge. 1938 heiratete er Dorothy, die Tochter von Albert Cross. Im Februar 1966 erbte er den Titel des Baron Layton von seinem Vater.
Er war ein Geschäftsmann, der als Direktor mehrerer Unternehmen tätig war, unter anderem:
- The News Chronicle (1950–1960)
- The Economist (1973–1985)
- Steel Company of Wales (1967–1977), die mit der British Steel fusioniert wurde.

Layton war ein Mitglied für den Bereich Metallurgie der Alliierten Kontrollkommission in Berlin nach dem Zweiten Weltkrieg, später gehörte er dem ökonomischen Subkomitee an, das die OECD in Paris gründete. Er wurde ein Unterstützer der Conservative Party im House of Lords, wo er eine Reihe von Reden über die Stahlindustrie, die Wirtschaft und internationale Angelegenheiten hielt.
Layton starb am 23. Januar 1989 im Alter von 76 Jahren. Seinen Titel erbte sein Sohn, Geoffrey Michael Layton, 3. Baron Layton (* 1947), der wie sein Vater dem Komitee der European-Atlantic Group angehörte.